# Konica Minolta Dynax

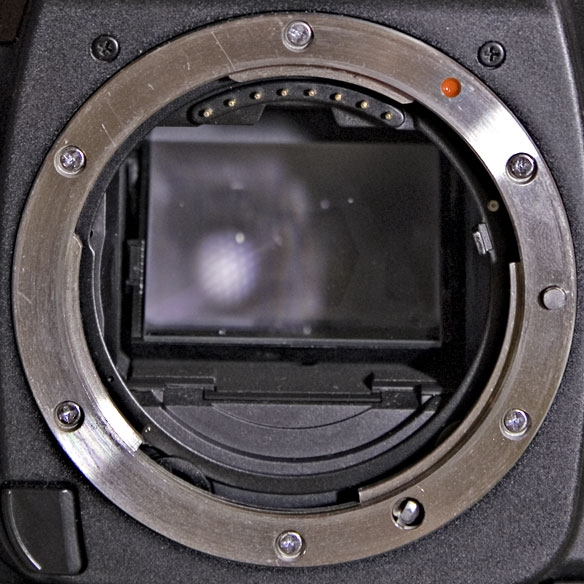
Montura Minolta TIENE.

El sistema Minolta AF es un conjunto de equipo fotográfico desarrollado por Minolta antes de la adquisición de este último por Konica después, para la división fotográfica, por Sony. Basado en una montura a bayoneta, llamada montura TIENE, o montura alpha, dotada de una tirada mecánica de 44,5 mm, está comercializado bajo el nombre de Maxxum en América del Norte, Dynax en Europa y Alpha en Asia.
El primer cuerpo con el sistema AF fue la Minolta 7000 (primera reflex con autofoco motorizado comercializada con éxito, en 1985), Minolta 5000 y Minolta 9000. A la excepción notable del Minolta Vectis, la casi-totalidad de los cuerpos reflex desarrollados por Minolta después de 1985 son compatibles con el sistema AF, así como con los cuerpos objetivos y accesorios reflex numéricos comercializados por Sony Alpha desde 2006 y Hasselblad desde 2014.
Sigma, Tamron y Tokina desarrollan o han desarrollado igualmente objetivos y accesorios compatibles.

## Cajas plateadas Minolta

### Primera generación
- Minolta 9000 AF
- Minolta 7000 AF
- Minolta 5000 AF

El Dynax 9000 podía supe estar completado accesorios siguientes :
- Motor MD-90
- Rembobineur automático AW-90

### Segunda generación
- Minolta Dynax 8000i
- Minolta Dynax 7000i
- Minolta Dynax 5000i
- Minolta Dynax 3000i

### Tercera generación
- Minolta Dynax 9xi
- Minolta Dynax 7xi
- Minolta Dynax 5xi
- Minolta Dynax 3xi
- Minolta Dynax SPxi
- Minolta Dynax 2xi

### Cuarta generación

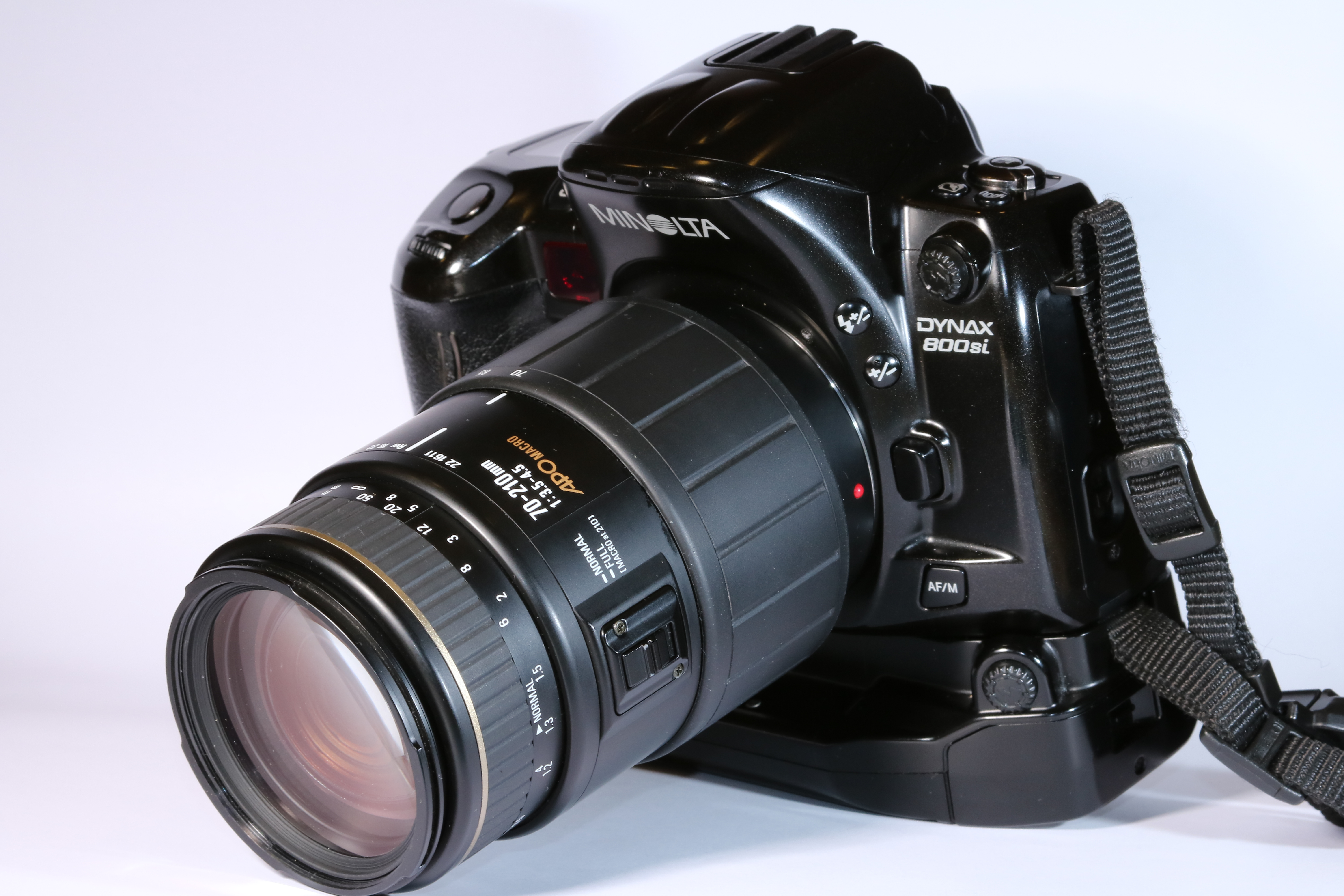
Minolta Dynax 800si con objetivo Sigma 70-210 mm 1:3.5-4.5 y grip VC-700.

- Minolta Dynax 800sí
- Minolta Dynax 700sí
- Minolta Dynax 600sí
- Minolta Dynax 505sí
- Minolta Dynax 500si Súper
- Minolta Dynax 500sí
- Minolta Dynax 450sí
- Minolta Dynax 400sí
- Minolta Dynax 303sí
- Minolta Dynax 300sí

### Quinta generación
- Minolta Dynax 9
- Minolta Dynax 7
- Minolta Dynax 5

## Cámaras DSLR Konica Minolta
- Konica Minolta Dynax 7D
- Konica Minolta Dynax 5D

## Cámaras DSLR  Sonycon visor mecánico
- Alpha 100
- Alpha 700
- Alpha 200
- Alpha 300
- Alpha 350
- Alpha 900
- Alpha 230
- Alpha 330
- Alpha 380
- Alpha 850
- Alpha 450
- Alpha 500
- Alpha 550
- Alpha 560 [no distribuido en Francia]
- Alpha 580 [no distribuido en Francia]

## Cámaras DSLR Sony con visor electrónico
- Alpha 33
- Alpha 35
- Alpha 37
- Alpha 55
- Alpha 57
- Alpha 58
- Alpha 65
- Alpha 68
- Alpha 77
- Alpha 77 II
- Alpha 99
- Alpha 99 II

## Cámaras DSLR Hasselblad
- Hasselblad HV

## Objetivos

### Denominaciones
DT
Digital Technology, objetivos que cubren la superficie de un sensor numérico APS-C.
APO
Objetivo a lentejas apochromatiques
G
Objetivo de calidad profesional
SSM
SuperSonic Motor, objetivo dotado de una motorización ultrasonique.
D
Distancia Integration, objetivo que transmite informaciones sobre la distancia de puesta a punto, en el marco del modo flash ADI (Advanced Distancia Integration).
xi
Zoom motorisé.
STF
Smooth Transición Focus, objetivo dotado de un elemento adoucissant las transiciones entre las zonas limpias y floues.

### Versiones
Ciertas de las marcas nombradas más abajo han sido adoptadas por la literatura y los poseedores de material, a falta de marca oficial.
Original

RS
Restyled, o todavía New, modificaciones estéticas y/o ergonomiques que pueden acompañarse de actualizadas técnicas (autofocus más rápida, función D).
HS
High Speed, autofocus más rápido (ciertos objetivos podían estar actualizado en centros aceptados).
Sony
Excepto los Carl Zeiss, de diseño original, ciertas ópticas Sony están de las Minolta RS réétiquetées, a veces dotadas de un revêtement antireflet adicional optimisé para los sensores numéricos.

### Zums pleno formato
- Carl Zeiss Vario-Sonnar T* 16-35 mm f/2.8 ZA
- AF 17-35 mm f/2.8/4 (D)
- AF 17-35 mm f/3.5 G
- AF 20-35 mm f/3.5-4.5
- AF 24-50 mm f/4 (Original, RS)
- AF 24-70 mm f/2.8
- Carl Zeiss Vario-Sonnar T* 24-70 mm f/2.8 ZA
- AF 24-85 mm f/3.5-4.5 (RS, II)
- AF 24-105 mm f/3.5-4.5 (D, Sony)
- AF 28-70 mm f/2.8 G
- AF 28-75 mm f/2.8 (D)
- AF 28-80 mm f/3.5-5.6 (RS, D)
- AF 28-80 mm f/4.5-6 (xi, RS)
- AF 28-85 mm f/3.5-4.5 (Original, RS)
- AF 28-100 mm f/3.5-4.5 (D)
- AF 28-105 mm f/3.5-4.5 (RS, II)
- AF 28-105 mm f/3.5-4.5 xi
- AF 28-135 mm f/4-4.5
- AF 35-70 mm f/3.5-4.5 (Original, II)
- AF 35-70 mm f/4 (Original, RS, II)
- AF 35-80 mm f/4-5.6 (RS, xi II)
- AF 35-105 mm f/3.5-4.5 (Original, RS)
- AF 35-200 mm f/4.5-5.6 xi
- AF 70-200 mm f/2.8 Apo G (D) SSM
- AF 70-210 mm f/3.5-4.5
- AF 70-210 mm f/4
- AF 70-210 mm f/4.5-5.6 (RS, II)
- AF 70-400 mm f/4-5.6 G SSM II (Sony)
- AF 75-300 mm f/4.5-5.6 (Original, RS, D, Sony)
- AF 100-200 mm f/4.5
- AF 100-300 mm f/4.5-5.6 (RS, APO, APO D)
- AF 100-400 mm f/4.5-6.7 APO

### Zums DT
- AF DT 11-18 mm f/4.5-5.6 (D, Sony)
- AF DT 16-105 mm f/3.5-5.6 (D, Sony)
- AF DT 16-50 mm f/2.8 SSM (Sony)
- AF DT 18-55 mm f/3.5-5.6 SAM (D,Sony)
- AF DT 18-70 mm f/3.5-5.6 (D, Sony)
- AF DT 18-200 mm f/3.5-6.3 (D, Sony)
- AF DT 18-250 mm f/3.5-6.3 (Sony)
- AF DT 55-200 mm f/4-5.6 (D, Sony)
- AF DT 55-200-2 mm f/4-5.6 SAM (D, Sony)
- Carl Zeiss Vario-Sonnar T* DT 16-80 f/3.5-4.5 ZA

### Foco fijo
- AF 16 mm f/2.8 Fisheye (Original, Sony)
- AF 20 mm f/2.8 (Original, RS, Sony)
- AF 24 mm f/2.8 (Original, Sony)
- Carl Zeiss Distagon T* 24mm f/2 SSM ZA
- AF 28 mm f/2 (Original, RS)
- AF 28 mm f/2.8 (Original, Sony)
- AF DT 35 mm f/1.8 (Sony)
- AF 35 mm f/2.0 (Original, RS)
- AF 35 mm f/1.4 (Original, Sony)
- AF 50 mm f/1.4 (Original, RS, Sony)
- AF 50 mm f/1.7 (Original, RS)
- AF DT 50 mm f/1.8 SAM (D,Sony)
- AF 50 mm f/2.8 Macro (Original, RS, D, Sony)
- AF 50 mm f/3.5 Macro
- AF 85 mm f/1.4 (Original, G, G D, G D Limited)
- Carl Zeiss Planar T* 85 mm f/1.4 ZA
- AF 100 mm f/2
- AF 100 mm f/2.8 Soft Focus (SF)
- Carl Zeiss Sonnar T* 135 mm f/1.8 ZA
- AF 135 mm f/2.8
- STF 135 mm f/2.8 [T4.5]* (RS, Sony)
- AF 200 mm f/2.8 APO G (Original, HS)
- AF 300 mm f/2.8 APO G (Original, HS)
- AF 300 mm f/2.8 APO SSM G (Original, Sony)
- AF 300 mm f/4 APO G HS
- AF 400 mm f/4.5 APO G HS
- AF 500 mm Reflex (RS, Sony)
- AF 500 mm f/4 SSM G (Sony)
- AF 600 mm f/4 APO G (Original, HS)

## Convertidores
- AF 1.4x (APO, APO II, D, Sony)
- AF 2x (APO, APO II, (D), Sony)
- AF 2x M/TIENE S (para los objetivos manuales de una focale inferior a 300 mm)
- AF 2x M/TIENE L (para los objetivos manuales de una focale superior a 300 mm)